# Château de Pérassier
Le château de Pérassier est situé à Néris-les-Bains, dans le département de l'Allier.

## Localisation
Le château de Pérassier se trouve sur la commune de Néris-les-Bains, à environ 2 km au nord de la ville, dont il est séparé par un vallon qu'il domine.

## Toponymie
Pérassier ou Péracier signifierait « pareil à l'acier », suivant ainsi la devise des seigneurs du lieu.

## Description
Le château comprend, au nord-est, une maison forte typique de l'architecture bourbonnaise de la fin du XVe siècle, avec une tour ronde accolée à l'angle nord-ouest. Dans le prolongement, vers le sud-ouest, une aile plus récente et plus basse relie la maison forte à une grosse tour carrée du XVIe siècle à trois niveaux, coiffée d'une toiture à quatre pans. Des douves sont conservées sur tout le côté nord-ouest, avec un retour au sud-ouest.

## Historique
Motte puis château construit sur un ancien site gallo-romain[réf. nécessaire] prolongeant le site antique de Néris-les-Bains, son bâti date des XVe et XVIe siècles, mais la légende le fait remonter au XIe siècle.
Au XVe siècle, la terre appartient à Jean de Péracier, puis elle passe à différentes familles, les Monestay, les Forges, les Châteaubodeau, les Culant, puis les Desbouis,, qui possèdent également des biens à Néris. Le château est vendu comme bien national à la Révolution.
Le château devient un but de promenade pour les curistes de Néris-les-Bains à l'apogée de la station, au XIXe siècle.  Ses douves et ses tours monumentales ont inspiré de nombreuses gravures, par exemple de Ferdinand Dubreuil. Le château est aujourd'hui aménagé en maison d'hôtes.